# Ronald Snijders

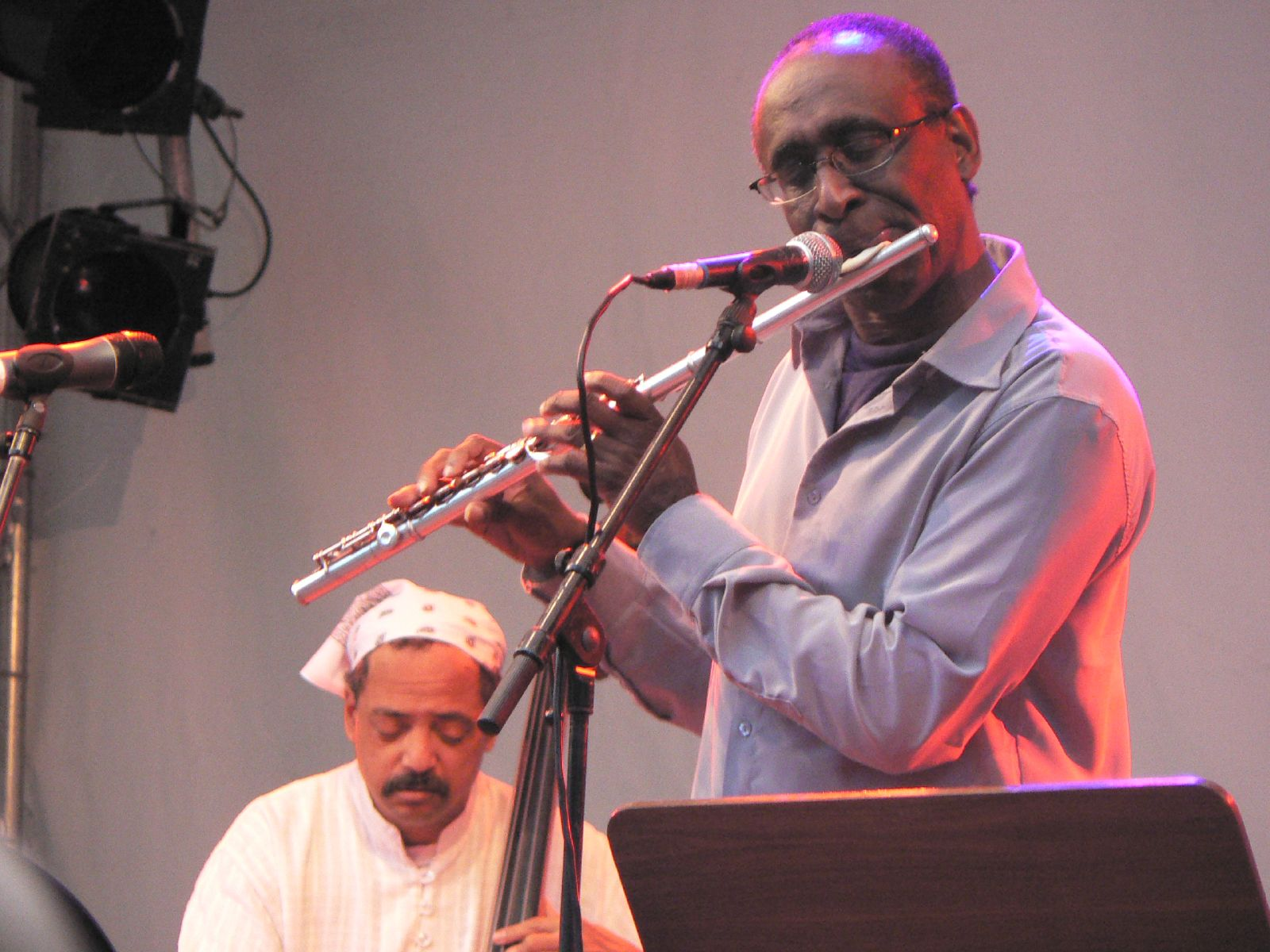
Ronald Snijders mit Jaribu Shahid (2007)

Ronald Snijders (* 8. April 1951 in Paramaribo) ist ein niederländischer Jazzmusiker und Autor surinamischer Herkunft. Die Querflöte ist sein Hauptinstrument.

## Leben  und Wirken
Snijders, Sohn des surinamischen Komponisten Eddy Snijders, begann im Alter von zehn Jahren die Querflöte zu lernen. Später spielte er auch Gitarre, Piano, Perkussion und Saxophon. 1970 zog er in die Niederlande, um an der TH Delft Ingenieurwissenschaften zu studieren. Anschließend blieb er in Europa, um als Musiker zu arbeiten. Er spielte zunächst mit Willem Breuker, dessen Kollektief er bis 1977 angehörte. 1973 gewann er den NOS Jazzconcours in Laren. Seit 1977 konzentriert er sich auf die Arbeit mit seiner eigenen Band, mit der er auf dem North Sea Jazz Festival auftrat und in zahlreichen anderen Ländern Europas, sowie in West- und Südafrika, in der Karibik und in Nordamerika. In seinen Kompositionen greift er häufig auf Musik seiner Heimat zurück, wie etwa Kaseko, aber auch auf Elemente weiterer Pop- und der Weltmusik. Mit Kaseko beschäftigte er sich intensiver während seines musikwissenschaftlichen Studiums, das er von 1986 bis 1991 an der Universiteit van Amsterdam absolvierte.
Auf seinen Alben finden sich neben Ethno-Jazz auch selbst komponierte Kinderlieder sowie Kompositionen seines Vaters. 
Ronald Snijders trat z. B. auch mit dem Metropole Orkest auf.
Als Autor verfasste er eine Biografie seines Vaters und Kurzgeschichten über den Alltag von Surinamern in den Niederlanden.

## Preise und Auszeichnungen
Im Jahre 2001 wurde Snijders zum Ritter des Ordens von Oranien-Nassau ernannt; 2022 erhielt er als „Anwalt der Phantasie und Botschafter einer unermüdlichen Neugier“ (so die Jury) den renommierten Boy-Edgar-Preis.

## Diskographische Hinweise
- Natural Sources (1977)
- Quartz (1983)
- Funky Flute (1985)
- Portable Beach (1992)
- Kaseko Mundial! Live (1996)
- Meet the World (1998)
- The Best Of (1999)
- Variyento (2004)
- To Africa (2005)
- Extended Funk Band (2008)
- The Nelson & Djosa Sessions (2016)
- 70 (2021)

## Buchveröffentlichungen
- Surinaams van de straat (1994), ISBN 90-5333-282-0
- Surinam Kaseko melodies (1996), Noten
- Geef mij maar een Surinamer (1996), ISBN 90-5333-453-X
- De man met de piccolo (1998; Biografie über Eddy Snijders), ISBN 90-5429-098-6